# 水口河 (都柳江)
水口河，又名南河江，位于中国贵州省东南部和广西壮族自治区北部，是柳江上游都柳江段左岸支流，属于山溪性河流，发源于贵州省黎平县雷洞瑶族水族乡培福村，西流至水口镇转南流，过地坪乡，至广西三江侗族自治县富禄苗族乡高安村汇入都柳江。河长64千米，流域面积529平方千米。